# Нитинол

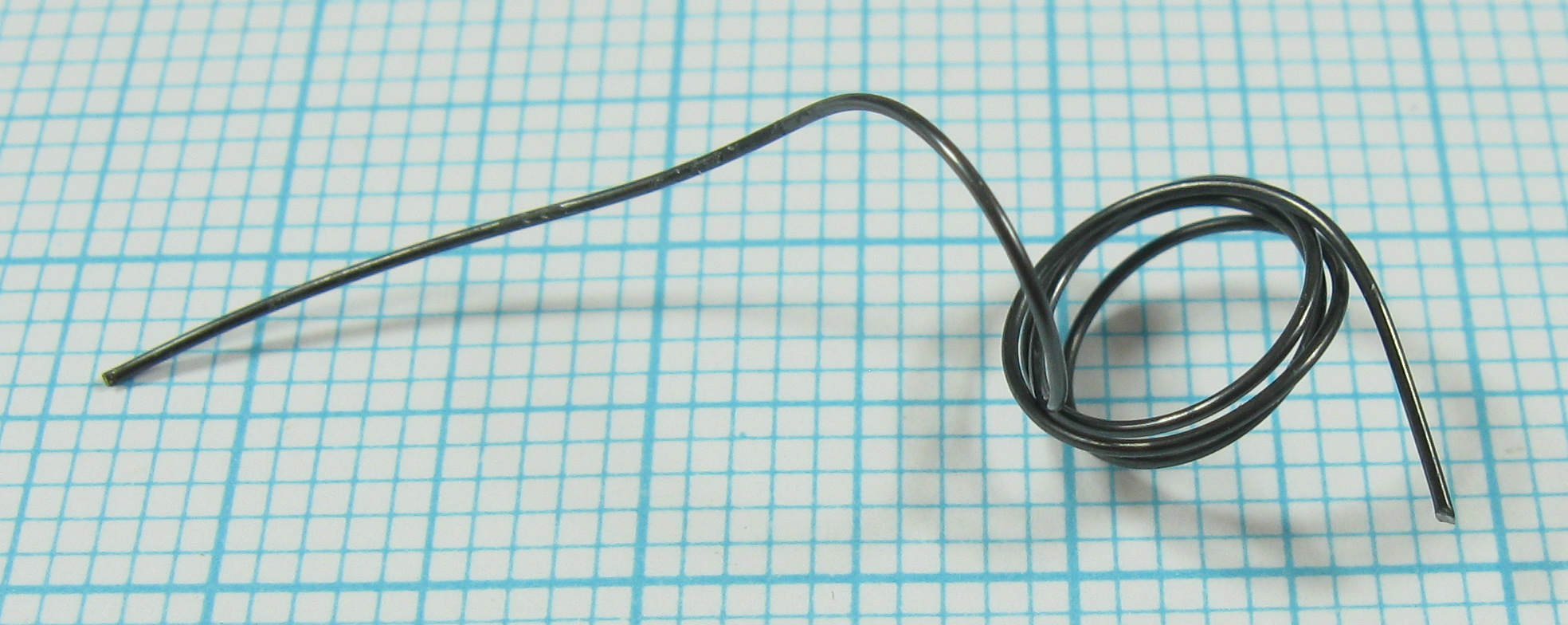
Нитиноловая проволока

Нитинол (англ. nitinol, никелид титана, название произошло от англ. nickel — никель, англ. titanium — титан, англ. Naval ordnance laboratory, сокр. NOL — Лаборатория морской артиллерии США) — интерметаллид, соединение титана и никеля, в процентном соотношении 45 % (титан) — 55 % (никель) и с равным количеством атомов каждого вещества. Название получил из сочетания формулы (NiTi) и сокращения названия места где был разработан (Naval Ordnance Laboratory→NOL) . Необычно то, что данное соединение обладает свойством памяти формы. Если деталь сложной формы подвергнуть нагреву до красного каления, то она запомнит эту форму. После остывания до комнатной температуры деталь можно деформировать, но при нагреве выше 40 °C она восстановит первоначальную форму. Такое поведение связано с тем, что, фактически, этот материал является интерметаллидом, а не классическим сплавом, и свойства исходных материалов (Ni, Ti) практически в нём не выражены. Уникальным его делает свойство, благодаря которому при закалке взаимное расположение атомов упорядочивается, что приводит к запоминанию формы.

## История
Открытие эффекта памяти формы восходит к 1932 году, когда шведский исследователь Арне Оландер первым заметил это свойство в золото-кадмиевых сплавах. Такой же эффект обнаружен в медно-цинковых сплавах в начале 1950-х.
Советские металлурги Г. В. Курдюмов и Л. Г. Хандрос в 1948 году предсказали, а в 1949 году обнаружили сплав на основе алюминиевой бронзы, наделённый способностью после значительных пластических деформаций восстанавливать первоначальную форму при нагреве до определённой температуры. В 1980 году это изобретение было признано открытием и стало известно как эффект Курдюмова (Явление термоупругого равновесия при фазовых превращениях мартенситного типа — эффект Курдюмова. Открытие № 239 от 8 марта 1948 г. в части теоретического предсказания явления и 17 марта 1949 г. в части его экспериментального обнаружения).
В 1962 году Уильям Бюлер вместе с Фредериком Вангом обнаружили сильный эффект памяти формы у сплава на основе никеля и титана в ходе исследований в военно-морской лаборатории. Хотя и сразу было осознано потенциальное применение нитинола, реальные попытки коммерциализации сплава произошли спустя десять лет. Эта задержка возникла в значительной степени из-за чрезвычайной трудности плавления, переработки и обработки сплава.

## Производство[1][2]
Производство сплава — достаточно сложный процесс, состоящий из нескольких стадий:
1. Плавка
2. Переплавка
3. Литьё
4. Придание необходимой формы

Производство осложнено тем, что для получения высококачественного сплава, необходимо тщательно выверять количество первичных компонентов, а при плавлении титан легко взаимодействует с газами, из-за чего плавка проходит с использованием вакуумно-индукционного метода и вакуумно-дуговой переплавки. Также термообработка нитинола требует высокой точности, так как длительность и температура сильно влияют на температуры фазового превращения.
При вакуумно-индукционном методе исходный слиток готовят в графитовых печах. Это позволяет получить хорошо смешанный сплав, но при этом возникает некоторое количество соединения титана с углеродом. Вакуумно-дуговая переплавка необходима для уменьшения содержания примесей и включений, а также обеспечения необходимой литой структуры. Далее следуют литьё для получения заготовок и придание необходимой формы заготовкам.

## Свойства[4]

#### Физические свойства
- плотность — 6450 кг/м3;
- температура плавления — 1300°С;
- сверхупругость — выше стали в 20 раз;

#### Технические свойства
- высокая коррозионная стойкость;
- внутреннее напряжение при восстановлении — 800 МПа;
- допустимая деформация — 8 %;
- допустимое растяжение — до 12 %;
- предел прочности — 1000 МПа;
- память формы;

## Применение
Материал находит применение в медицине, в частности, для лечения пациентов с заболеваниями и травмами опорно-двигательного аппарата: воронкообразная деформация грудной клетки («грудь сапожника»), переломы позвонков, Hallux Valgus (шишки на ногах). Также применяется в стоматологии для ортодонтического лечения: металлические дуги брекет-систем сделаны из данного материала.
Кроме того, NASA начала использовать нитинол при создании суперэластичных шин.
Нитинол используется в наушниках «Huawei FreeClip» внутри специальной дуги,
удерживающей два округлых элемента наушников на ушной раковине.
«Эффект памяти» позволяет подстраиваться под форму уха и «запоминать» установленное положение.